# 570 Kythera
570 Kythera
570 Kythera là một tiểu hành tinh ở vành đai chính, thuộc nhóm tiểu hành tinh Cybele. Nó được Max Wolf phát hiện ngày 30.7.1905 ở Heidelberg và được đặt theo tên Kythira, một đảo của Hy Lạp.